# Микитинці (Косівський район)
Мики́тинці — село Косівського району Івано-Франківської області. Входить до складу Косівської міської громади.

## Історія заснування
Був колись поляк, що мав значні заслуги перед Ягайлом. За ці заслуги польський король подарував йому місто Рогатин разом з кількома селами, серед яких були й Микитинці. З Рогатина до Микитинців приїхала пані зі своїм гуменним Микитою Карп'яком. З Микитою були два слуги — Валіхновський та Камінський. Від цього часу село від імені гуменного Микити стало називатися Микитинцями. А раніше, кажуть, воно називалося Барвінковим. Відбулася ця подія 1375 року. Пані побудувала в селі фільварок і подарувала своїм слугам великі наділи землі, десь близько 80 га. кожному. Валіхновському — на захід від дороги, Карп'якові — на схід від дороги, а Камінському — за рікою. Ці прізвища в селі є ще й тепер.
За даними львівського краєзнавця А.Шнайдера (ЛНБ ім. В.Стефаника, відділ рукописів, ф. 144, оп. 3, спр. 13(1), арк. 234) Микитинці з 1375 р. користувалися правами містечка; у 1416 р. ці права було підтверджено особливим привілеєм.

## Релігія
В селі є дві церкви:
Церква Воздвиження Чесного Хреста. Належить до УГКЦ. Настоятель протоієрей Михайло Тимофіїв. Церква збудована в гуцульському стилі, є хрестоподібною, з центральним квадратним зрубом і невеликими боковими раменами, оточена опасанням. Будівля обшита гонтом, а її дахи перекриті бляхою. У радянський період церква охоронялась як пам'ятка архітектури Української РСР (№ 1169).
Докладніше: Церква Воздвиження Чесного Хреста (Микитинці)
Церква Архистратига Михаїла. Належить до ПЦУ. Настоятель митр.протоієрей Михайло Матіїшин.

## Історичний спадок
Кам'яний хрест в пам'ять скасування панщини — 1848 р.
Воздвиженська церква — 1859 р.
Гербова печатка місцевої громади 1859 р. — у полі печатки селянин, що йде за плугом, запряженим конем; угорі восьмикутна зірка (відбиток зберігся в колекції документів львівського краєзнавця XIX століття А.Шнайдера: ЛНБ ім. В.Стефаника, відділ рукописів, ф. 144, оп. 7, спр. 7, арк. 190, 243).
Пам'ятник Т. Г. Шевченку (1989 р.) — скульптори Галина та Володимир Римар….. Під час відкриття вперше на Косівщині вільно піднято національні прапори
Пам'ятник полеглим у роки Другої Світової війни — 26.06.1968 р.
Хрест, поставлений громадою УГКЦ на честь суверенності України 16 липня 1991 р.
Хрест, поставлений громадою УАПЦ на честь незалежності України 27 вересня 1991 р.
Символічна могила «Борцям за волю України» — 1991 р.
Меморіальна дошка, встановлена 1993 р. на честь Якова Головацького (1814-1888 рр.) — письменника, вченого і громадського діяча, члена «Руської трійці», який у Микитинцях в 1842-1846 рр. жив і працював священиком.
14 травня 1994 р. встановлено хрест на місці загибелі сотника УПА Ю. Долішняка — Білого від рук НКВдистів.
27 вересня 2019 відкрито пам'ятник Якову Головацькому (1814-1888 рр.) — письменнику, вченому і громадському діячу, членові «Руської трійці», який у Микитинцях в 1842-1846 рр. жив і працював священиком.

## Географія
Микитинці розташовані по обидва боки річки Пістиньки, яка впадає в Прут неподалік від Коломиї, у низовині, отож недаремно співають, що «Микитинці — в ямі, у Микитинцях такі дівки, як намальовані». З самого початку існування село належало до Косівського повіту Коломийського округу.
Південна частина села межує з Пістинем — містечком за часів Старої Польщі, Австрії й Нової Польщі.
Східна частина села межує з державним лісом, у якому за Австрії й Польщі люди фасували в лісі дрова, робили чищення, збирали хворост. Взимку двічі на тиждень, а влітку — раз селяни одержували на дрова асигнати. Територія такого промислу простягалася до головної дороги, що веде з Кривобродів до Косова.
Північна частина села межує зі Спасом Горішнім, а західна — з царинами Стопчатова, присілком Борисівкою і Вербізьким лісом. До 1939 р. цей ліс належав селу Вербіж.
Вся територія Микитинців займає разом з належними до нього угіддями 786 га. Протяжність її з півночі на південь і з заходу на схід приблизно однакова, близько 3,5 км.
Полонинські угіддя займали понад 600 га.

## Відомі люди
Народилися
- Ганущак Василь Дмитрович (1949—2013) — український поет, перекладач, літературознавець, публіцист. Лауреат премії імені Василя Стефаника.

Працювали
- о. Іларіон Лушпинський (1884—1962) — український греко-католицький священник, громадський діяч, капелан УГА. У 1912—1914 роках був адміністратором парафії в Миктинцях.

Померли
- Долішняк Юрій Миколайович (псевдо: Білий; 1916—1948) — член ОУН, сотенний сотні УПА «Сурма» ТВ-21 «Гуцульщина» УПА-Захід, заступник референта СБ Коломийського надрайонного проводу ОУН. Загинув поблизу села 1 травня 1948 року.